# Pieter Jan Smit

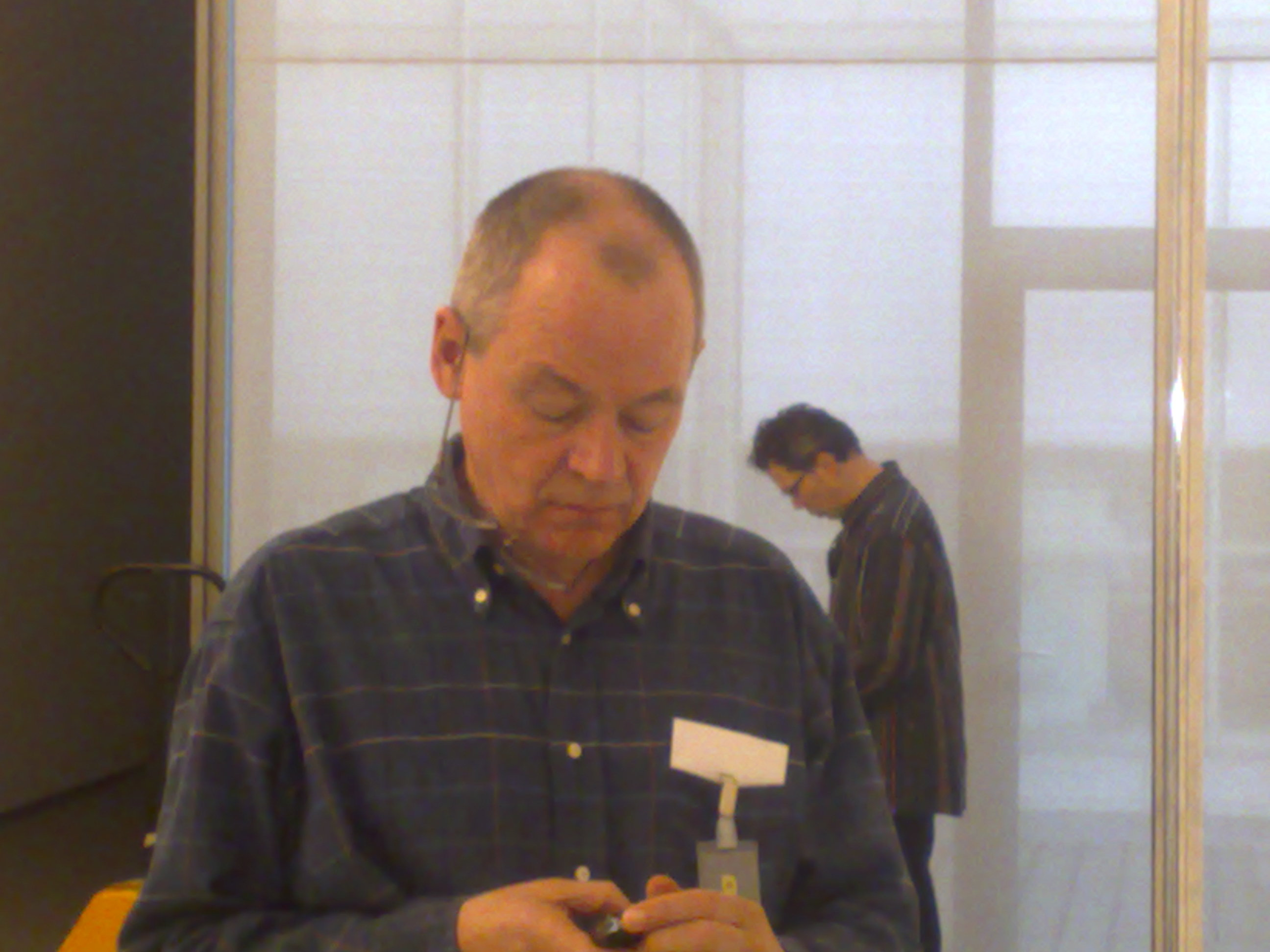
Pieter Jan Smit

Pieter Jan Smit, geboren te Kaapstad op 31 mei 1953 en sinds 1960 woonachtig in Nederland, is een Nederlandse filmregisseur, vooral bekend vanwege zijn experimentele documentaires. Hij bezocht de Vrije Academie te Den Haag.
Goede voorbeelden van zijn werkwijze zijn te zien in onder andere zijn films Le grand tango en Maidan. Eerstgenoemde is een one-shot movie waarin met name de emoties en inspanningen van de musici tijdens de uitvoering van het gelijknamige werk van Ástor Piazzolla worden geregistreerd; de muziek wordt gedocumenteerd aan de hand van de beleving van de uitvoerders. Voor Maidan reisde Smit naar Tbilisi, alwaar hij het "dagelijks leven" documenteerde, inclusief zichzelf als observator.

## Films
- Botlek Blues (1979)
- Zwaanhals (1979)
- Op bezoek/Di passagio (1981)
- Hans en Gabriël (1981)
- De paradijsvloek (1986)
- De laatste reis van de Nyborg (1989)
- Man & Kat (1991)
- Paniek (1993)
- Magnitogorsk - de jeugd van de hoogovens (1996)
- Cokes! (2000)
- De val (2001)
- Roter Damm Verwandelt (2002)
- Le grand tango (2002)
- Maidan -  Navel van de wereld (2005)
- L'ami Hollandais, Jef Last & André Gide (2005)
- Of course to America! (2009)